# (473458) 2015 XA55
(473458) 2015 XA55 es un asteroide perteneciente a asteroides que cruzan la órbita de Marte, descubierto el 15 de enero de 2008 por el equipo del Mount Lemmon Survey desde el Observatorio del Monte Lemmon, Arizona, Estados Unidos.

## Designación y nombre
Designado provisionalmente como 2015 XA55.

## Características orbitales
2015 XA55 está situado a una distancia media del Sol de 2,534 ua, pudiendo alejarse hasta 3,511 ua y acercarse hasta 1,557 ua. Su excentricidad es 0,385 y la inclinación orbital 10,67 grados. Emplea 1473 días en completar una órbita alrededor del Sol.

## Características físicas
La magnitud absoluta de 2015 XA55 es 17,3. Tiene 3,507 km de diámetro y su albedo se estima en 0,063.